# Scivias

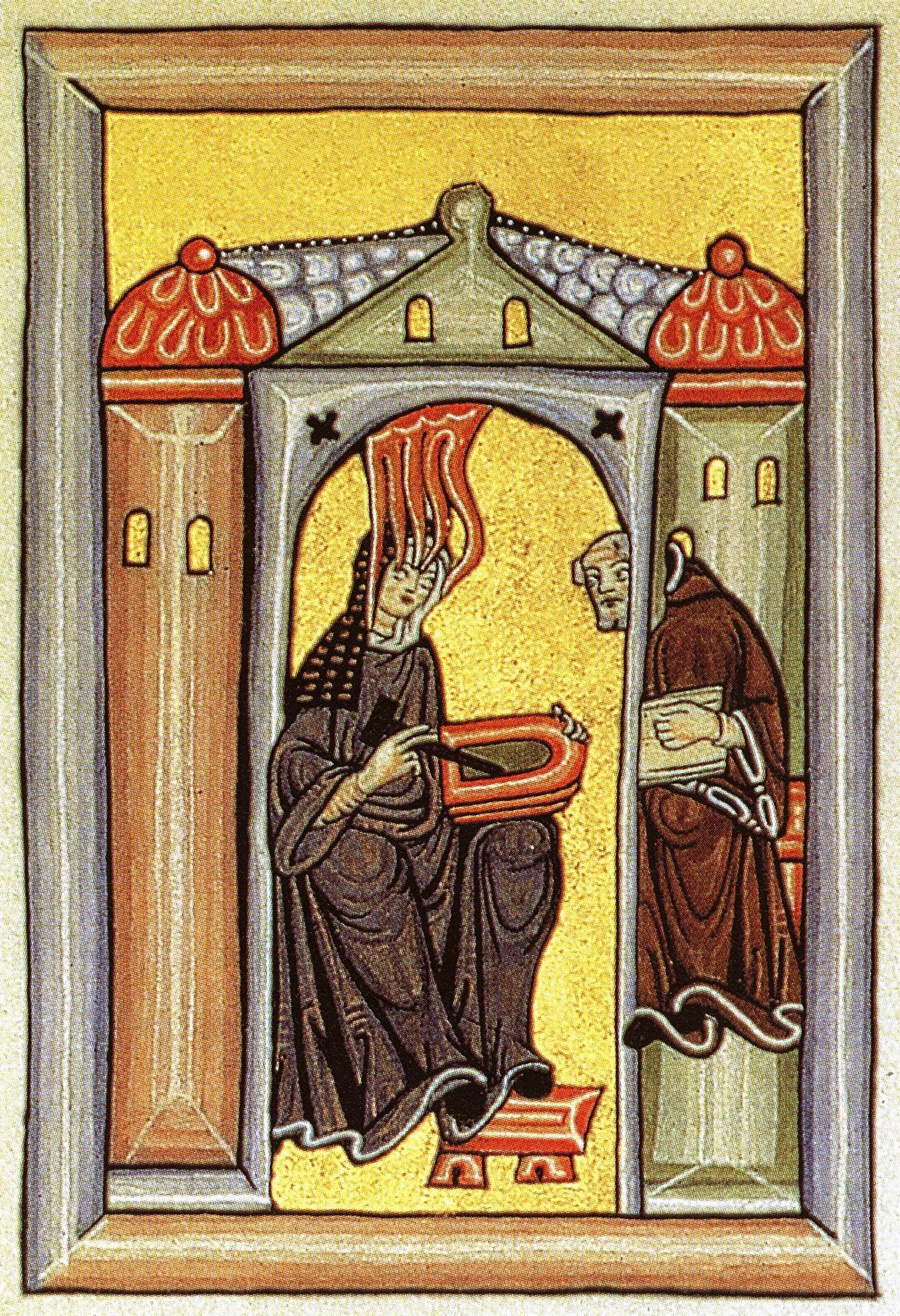
Hildegarda rebent inspiració divina, il·luminació de Scivias

El Scivias és una obra il·lustrada d'Hildegarda de Bingen, acabada el 1151 o 1152, que descriu 26 visions místiques. És la primera de les tres obres que va escriure descrivint les seues visions, les altres són el Liber vitae meritorum i De operatione dei, també conegut com Liber divinorum operum ('Llibre de les Obres Divines'). El títol Scivias prové de l'expressió llatina Sci vias Domini ('Coneix els camins del Senyor', però també 'Aprén a conéixer els camins del Senyor').
L'obra és llarga: més de 150.000 paraules, o aproximadament 600 pàgines manuscrites. Està il·lustrada amb 35 miniatures, més que en els dos llibres de visions posteriors.
L'obra està dividida en tres parts, per reflectir la Trinitat. La primera i la segona part tenen una longitud si fa no fa igual, mentre que la tercera és tan llarga com les altres dues juntes. La primera part inclou un prefaci que descriu com Hildegarda va rebre l'ordre d'escriure l'obra i descriu sis visions que tracten els temes bíblics de la Creació i la caiguda de l'ésser humà. La segona part consta de set visions que tracten de la salvació per Jesucrist, l'Església i els sagraments. La tercera part, amb tretze visions, se centra en el Regne de Déu, per la santificació, i l'augment de la tensió entre el bé i el mal. La visió final inclou 14 cants, i una part del drama musical que es publicà més tard amb el títol d'Ordo Virtutum. En cada visió, Hildegarda primer descriu el que va veure i després relata les explicacions que va escoltar, que atribueix a la "veu del cel".

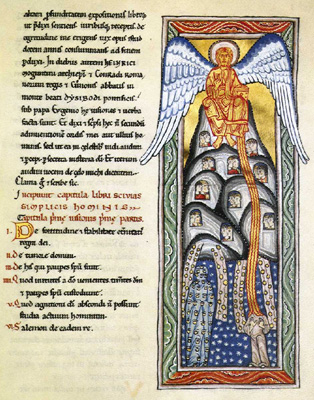
Miniatura de la primera part. Primera visió: Déu, el creador de la llum i la humanitat

## Manuscrits i edicions
El Scivias sobreviu en deu manuscrits medievals, dos dels quals s'han perdut en l'època moderna. El més prestigiós fou el Manuscrit de Ruppertsberg, un manuscrit molt ben conservat elaborat durant la vida d'Hildegarda seguint els seus consells. Era a la Biblioteca Hessiana de Wiesbaden fins a la Segona Guerra Mundial, quan el traslladaren a Dresden per a custodiar-lo, i va desaparéixer. Alguns esperaven que la reunificació d'Alemanya del 1990 el faria reaparéixer. D'aquest manuscrit només resten fotografies en blanc i negre. El manuscrit original feia 12,8 i 9,25 polzades i tenia 235 pàgines de pergamí, en dues columnes. Una còpia fidel se'n va fer a l'Abadia de Santa Hildegarda d'Eibingen el 1927-1933, la font de les reproduccions en color disponibles hui. Les altres còpies se'n troben a la Biblioteca Vaticana (Manuscrit de Rupertsberg), a Heidelberg (segle XII), a Oxford (segle XII-XIII), a Trèveris (1487) i en altres llocs.
La primera edició moderna del Scivias, traduïda a l'alemany, la va publicar el 1928 la monja Maura Böckeler de l'Abadia de Santa Hildegarda. I l'any 1978 se'n va fer una edició crítica per Adelgundis Führkötter i Angela Carlevaris de l'Abadia de Santa Hildegarda. El Scivias és hui el llibre d'Hildegarda més àmpliament disponible en traduccions, a vegades abreujat.

## Procés d'escriptura

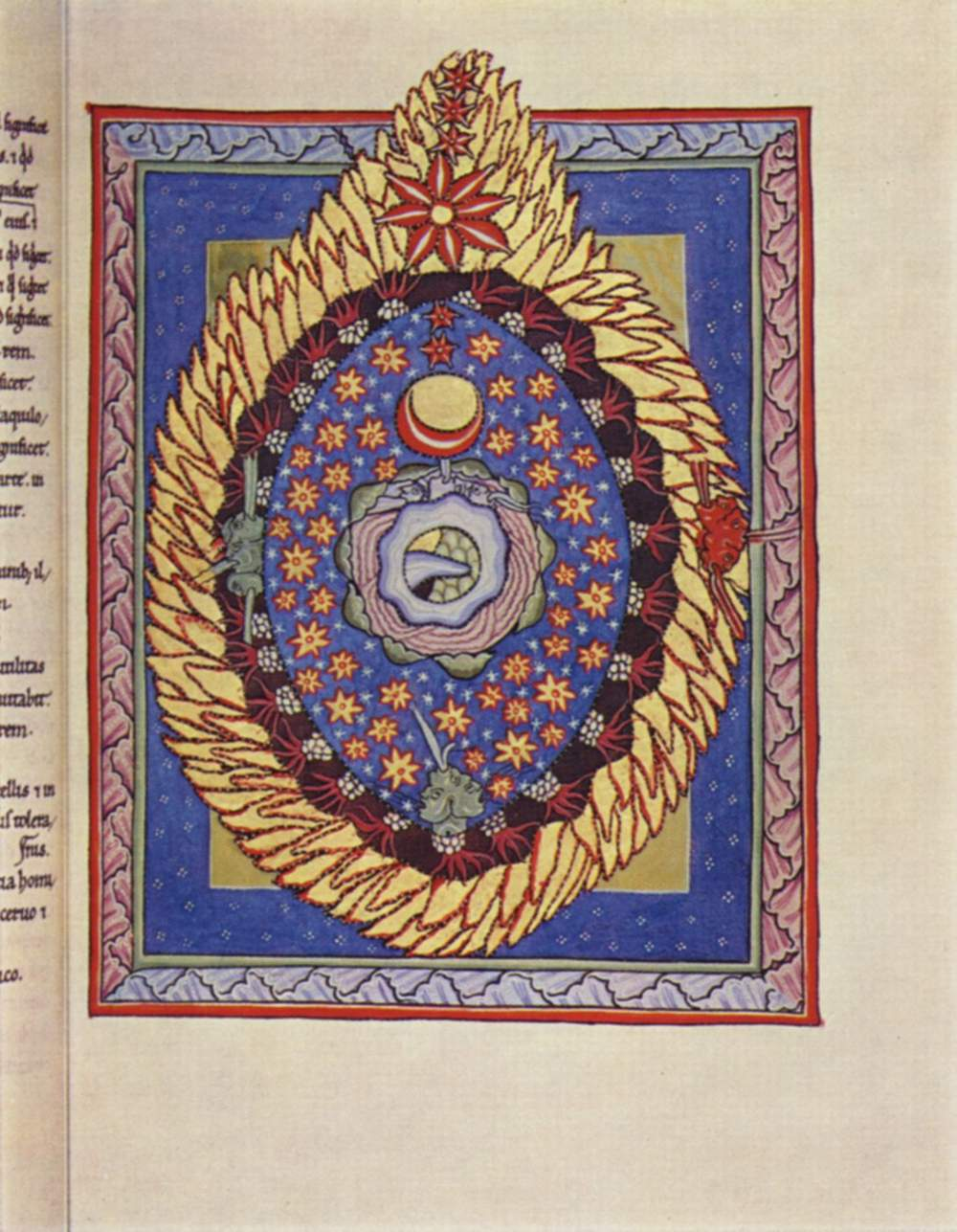
Miniatura de la primera part; Tercera visió: Déu, el cosmos i la humanitat

Hildegarda, de 42 anys, escriu ella mateixa en el prefaci del Scivias, el 1141, que Déu en una visió li va ordenar compartir les seues visions religioses. Llavors era superiora de la comunitat de dones de Disibodenberg, durant cinc anys. Havia experimentat aquestes visions des que tenia cinc anys, però només s'havia confiat al monjo Volmar i al seu superior Jutta, que ja havien mort. No se sentia pas segura del que escrivia, ja siga per humilitat o per por, i quan va emmalaltir, pensà que era un càstig de Déu per la seua vacil·lació. Volmar li va exigir que escrigués les seues visions, i ell i una altra monja del convent, Richardis von Stade, la van ajudar a escriure-les. Va rebre el permís per escriure aquesta obra de l'abat de Kuno, de Disibodenberg. També va escriure a Bernat de Claravall el 1146 demanant-li consell; considerava que les visions sí que provenien de Déu, i es va negar a intervenir en les ordres que Ell li havia donat. És possible que el temps que tardà a decidir-se a escriure les visions, malgrat el càstig de Déu i l'encoratjament d'altres figures religioses, indique com de espantoses les trobava.
Una delegació de Disibodenberg dugué al sínode de Trèveris (novembre 1147 – febrer 1148) una còpia d'alguns dels escrits que havia fet, i s'hi llegiren en veu alta. El papa Eugeni III els va concedir el vistiplau i autoritzà Hildegarda a publicar tot el que havia rebut en les seues visions. No és clar si les il·luminacions que acompanyen el text es presentaren al sínode. El 1148 va rebre una visió que li demanà que traslladàs el seu convent a Rupertsberg. S'hi va establir el 1150, i poc després acabà el Scivias (el 1151 o el 1152).

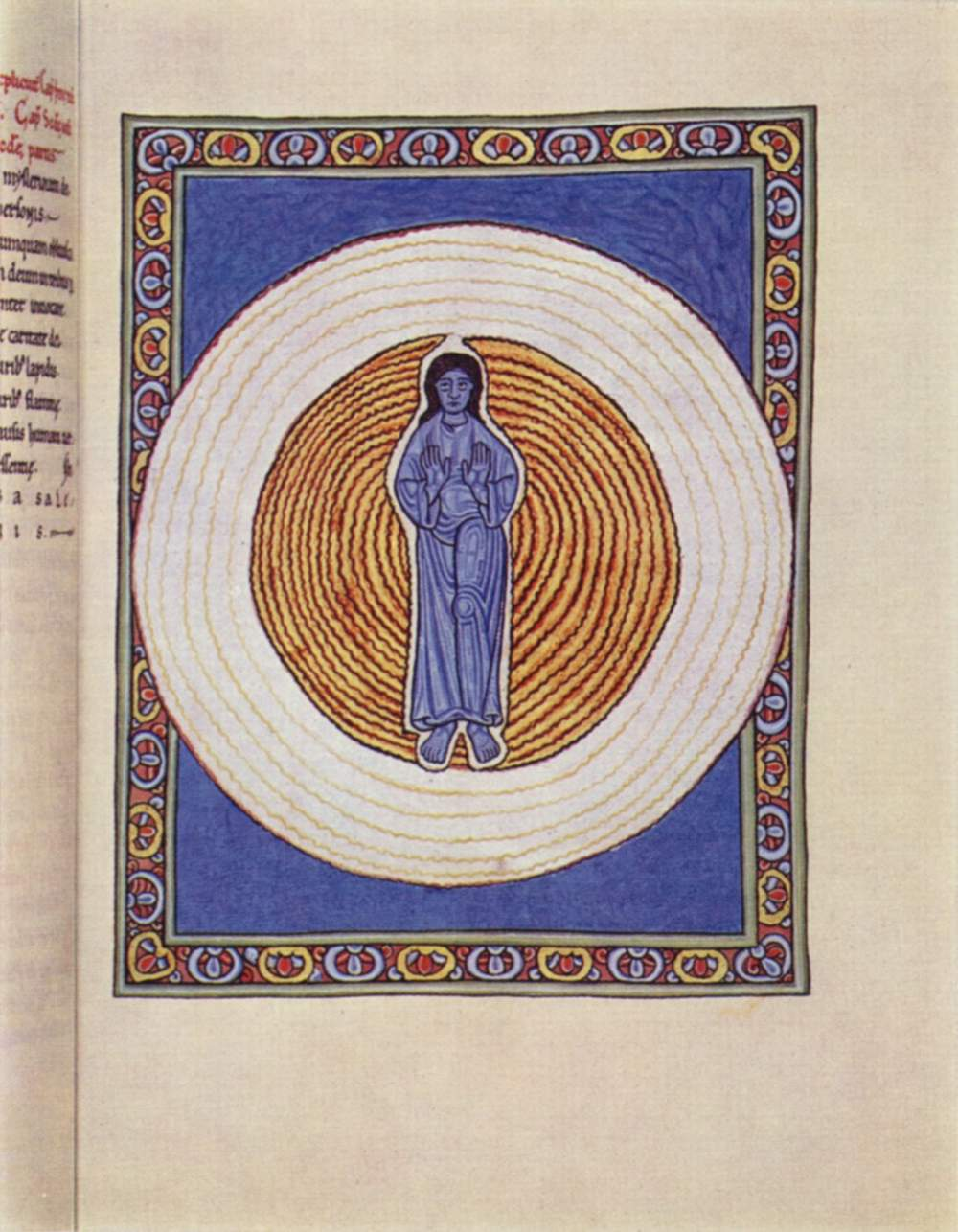
Miniatura de la segona part; Segona visió: El Déu trinitari

És difícil saber quin va ser el seu paper en les il·luminacions del manuscrit, i els acadèmics han proposat totes les solucions: no s'hi hauria implicat pas, hauria donat a altres directrius per crear-les, les hauria creades directament. En una il·luminació inclosa com a frontispici, se'ns mostra Hildegarda dibuixant en una tauleta de cera mentre dictava una visió a Volmar. Segons Madeline Caviness, pot haver esbossat els contorns de les visions tal com les va rebre, potser dictant-ne el contingut alhora, i després n'hi afegiria els detalls.

## Estructura
A l'inici i al final de cadascun dels tres apartats de l'obra, hi ha un marcador que indica el seu caràcter profètic. A més a més, a la fi de cada visió apareix una frase final, que és diferent per a cadascun dels tres apartats. La conclusió de cada visió també ve marcada per una frase que esdevé estereotipada. Per a les visions de la primera secció, aquesta frase és: "De nou vaig sentir la veu del cel que em parlava”, en el segon apartat: "I vaig sentir una veu des de les altures celestials que em parlava»; i a la tercera secció: "I vaig sentir que aquesta llum que seia al tron parlava."
Les catorze cançons dins de la visió final tenen antífones amb crides i respostes. Les lletres estan escrites amb un estil enigmàtic, que recorda el trobar clus dels trobadors de la seua època. Les cançons estan ordenades segons el tema per parelles, amb dos per a la Mare de Déu, dos per als àngels i dos per a cadascuna de les cinc categories de sants: els patriarques i els profetes, els apòstols, els màrtirs, els confessors i les verges.

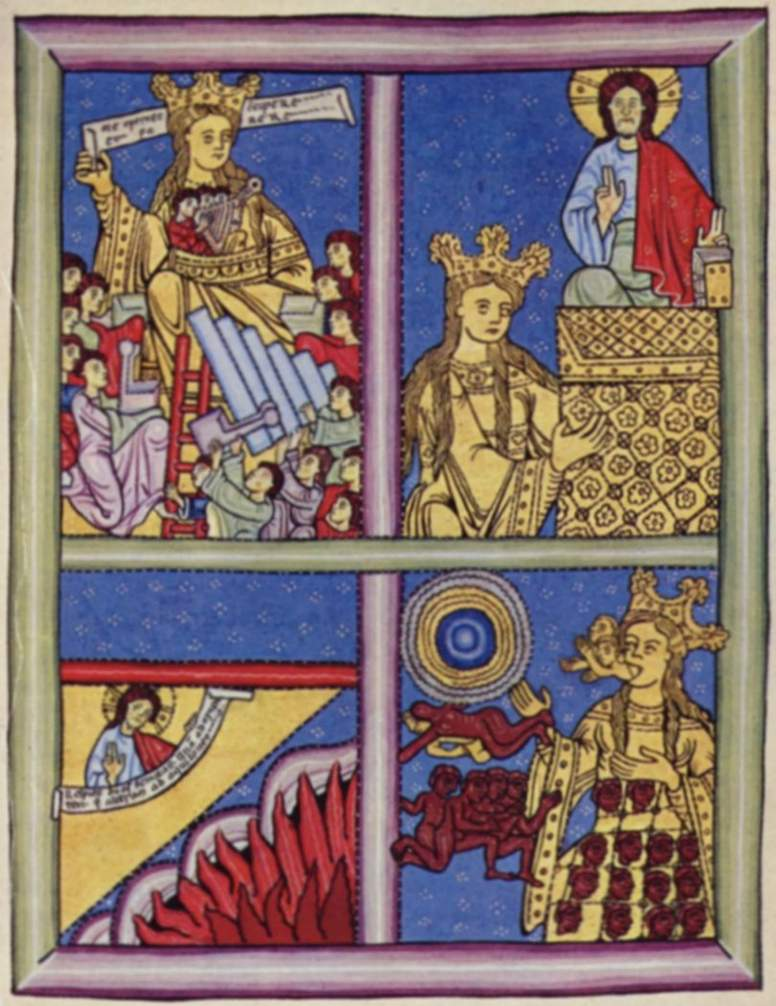
Miniatura de la segona part; Tercera visió: L'Església, com a mare dels creients. Baptisme

La connexió entre les visions i el contingut musical i dramàtic del text no és pas evident. Segons Margot Fassler, el contingut visionari, les cançons i els jocs els dissenyà Hildegarda com a part d'un programa educatiu. Si aquesta interpretació és correcta, seria l'únic programa d'aquest tipus que ens ha arribat de l'edat mitjana.

## Contingut
Les divisions de l'obra es basen en les il·luminacions i utilitzen els títols assignats a cada visió per Adelgundis Führkötter, editor de l'edició crítica (el text originari no en dona pas títols). Si es donen més d'un títol és perquè n'hi ha diferents dibuixos. Cada visió va seguida d'un comentari dividit en apartats (tenint en compte els títols dels manuscrits originari), el nombre dels quals s'indica entre parèntesis.
- Pròleg
- Primera part I

1. Déu, creador de la llum i de la humanitat[20]
2. La caiguda[21]
3. Déu, el cosmos i la humanitat[22]
4. Miniatura de la segona part II; Quarta visió: Unció de virtut. Confirmació
5. Humanitat i vida[23]
6. La sinagoga[24]
7. Els Cors dels Àngels[25]

- Segona part II

1. El Salvador[26]
2. El Déu trinitari[27]

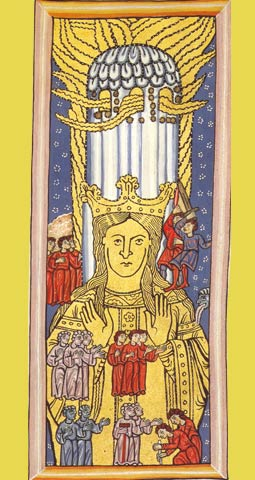
Miniatura de la segona part II; Quarta visió: Unció de virtut. Confirmació

3. L'Església, com a Mare dels creients. Baptisme[28]
4. Unció de virtut. Confirmació[29]
5. La Jerarquia de l'Església[29]
6. El sacrifici de Crist i de l'Església; continuació del misteri en l'apartat del Sacrifici[30]
7. La lluita de la humanitat contra el mal; el temptador[30]

- Tercera part III (les dotze primeres visions descriuen la Nova Jerusalem)

1. El Totpoderós; les estreles extintes[31]
2. L'edifici[31]
3. La torre de preparació; les virtuts divines a la torre de preparació[31]
4. El pilar de la Paraula de Déu; coneixement de Déu[31]
5. El zel de Déu[31]
6. La triple paret[32]
7. Miniatura de la segona part II; cinquena visió: la Jerarquia de l'Església El pilar de la Trinitat[32]

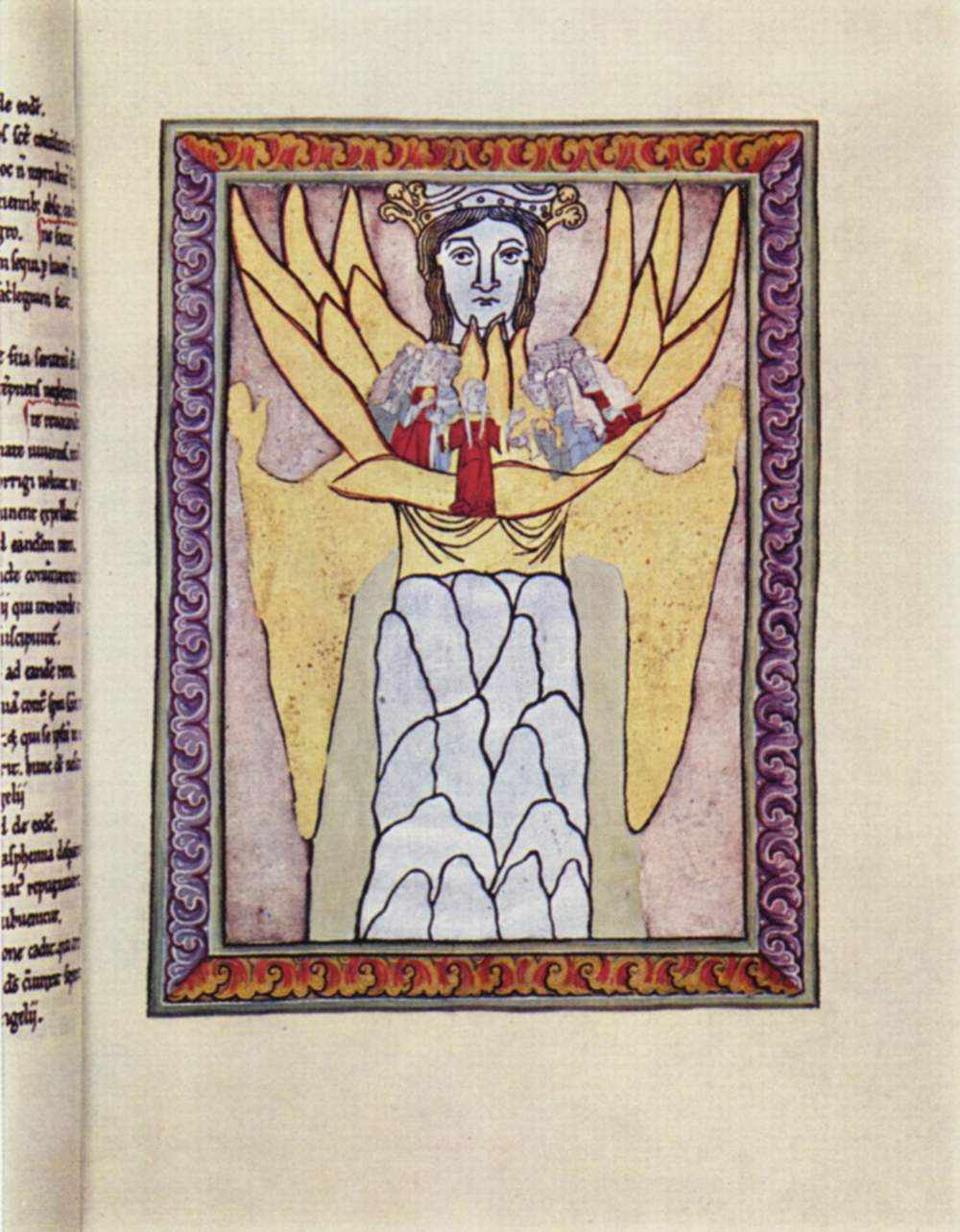
Miniatura de la segona part II; cinquena visió: la Jerarquia de l'Església

8. El pilar de la humanitat del Salvador[32]
9. Torre de l'Església[32]
10. El Fill de l'ésser humà[33]
11. La fi dels temps[33]
12. El dia de la Gran Revelació; els nous cels i la nova terra[33]
13. Elogi de la santedat[33]

## Anàlisi
Hildegarda se situa en la tradició profètica de l'Antic Testament amb l'ús d'expressions estereotipades del text. Com els profetes, Hildegarda estava compromesa políticament i social i va emetre sovint directives morals. El Scivias es pot veure com una obra d'ensenyament i orientació. Les qüestions teològiques no hi són pas absents i s'aborden; per explicar-les, però, sol enraonar per analogia (sobretot l'analogia d'imatges), més que no la lògica o la dialèctica.

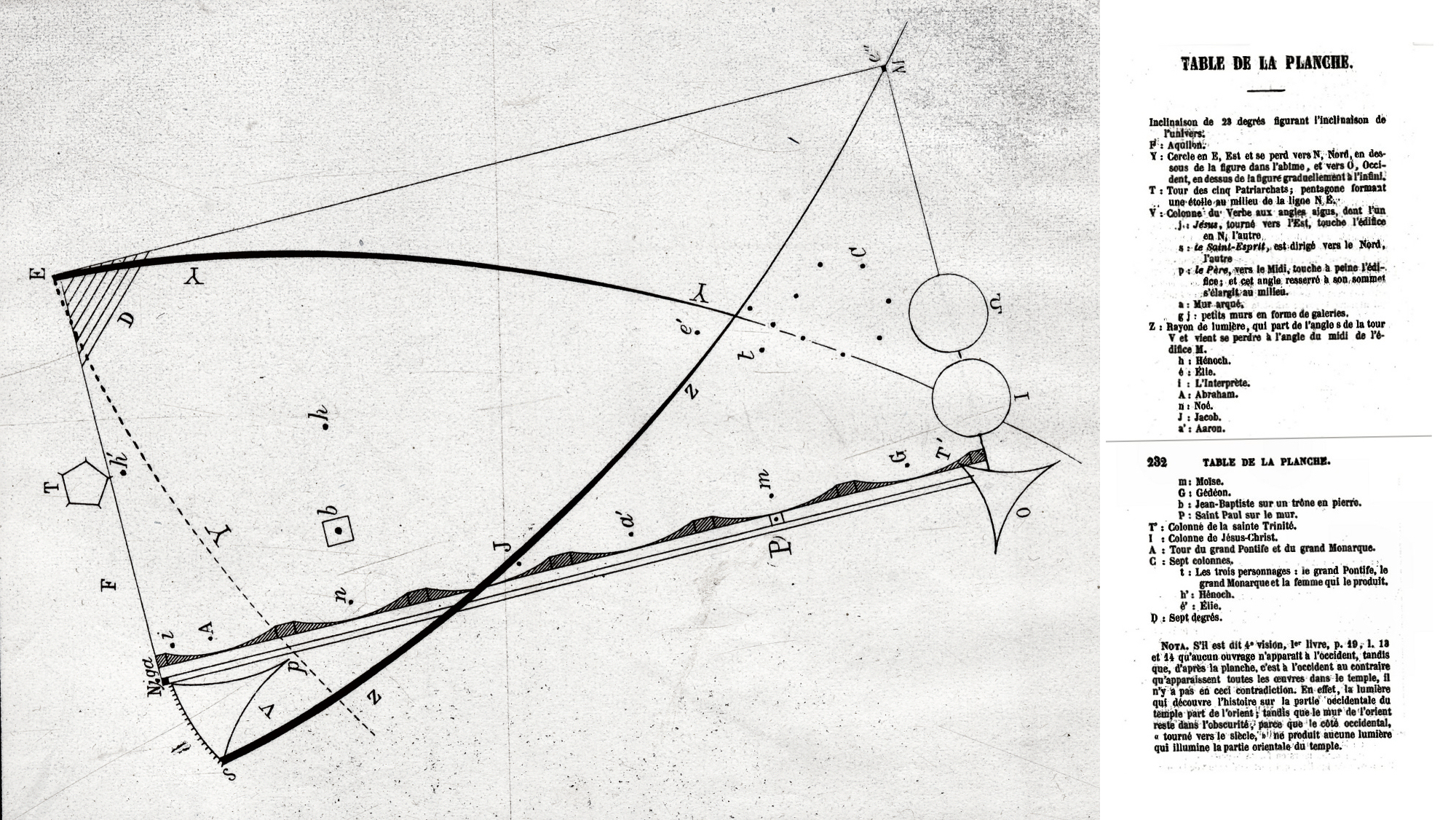
Pla de la Jerusalem celestial (llibre III) establert per Pierre Lachèze, traductor de Scivias (1863)

La concepció central d'Hildegarda és el que ella anomenà Viridites, i que considerava com un atribut de la naturalesa divina. La paraula sovint es tradueix de diferents maneres, com ara 'frescor', 'vitalitat', 'fertilitat', 'verdor' o 'creixement'. S'empra com a metàfora de la salut física i espiritual.
Alguns autors, com ara Charles Singer, indiquen que certs trets en les descripcions de visions i en il·luminació, com ara llums brillants i aures, es deuen a un escotoma parpellejant, una forma de migranya. Oliver Sacks, en Migraine, parla de les seues visions com "innegablement persones amb migranya"; indica, però, que això no els invalida, perquè el que importa durant una malaltia psicològica és el que en fem. La semblança de les il·luminacions amb els símptomes típics dels atacs de migranya, sobretot quan no n'hi ha una descripció precisa en el text, és un dels arguments més forts a favor de la participació directa d'Hildegarda en la seua creació.
També s'ha suggerit que les visions podrien haver estat causades per components al·lucinògens presents en la banya de sègol, comú a l'àrea del Rin en algunes èpoques de l'any.

## Influència
En temps d'Hildegarda, el Scivias era la seua obra més coneguda. El va utilitzar de model Elisabet de Schönau per a escriure el Liber viarum Dei. Elizabet, com Hildegarda, patia visions i fou Hildegarda qui la va animar a publicar-les.
Ordo Virtutum és la moral més antiga que coneixem, un gènere que abans es creia que havia començat al segle XIV.

## Edicions
- (Edició crítica) Adelgundis Führkötter i Angela Carlevaris, eds. Hildegardis Scivias . Turnhout: Brepols, 1978. LX, 917 pàgs., amb 35 làmines en sis colors i tres planxes en blanc i negre. Corpus Christianorum. Continuatio Medievalis , vols. 43 i 43A.
- (Traducció alemanya) Maura Böckler. Wisse die Wege. Scivias. Salzburg: Otto Müller, 1954.
- (Traducció a l'anglés) Bruce Hozeski. Scivias . Santa Fe: Bear and Company, 1986.
- (Traducció a l'anglés) Columba Hart i Jane Bishop. Scivias. Nova York: Paulist Classics of Western Spirituality, 1990.
- (Traducció abreujada a l'anglés) Bruce Hozeski. Les visions místiques d'Hildegard von Bingen. Santa Fe: Bear and Company, 1995.
- Scivias. “Coneix els camins" o Llibre de visions (presentació i traducció de Pierre Monat), Cerf, París, 1996, 729 pàgs. ISBN 2-204-04864-X